# Crotalaria leprieurii
Crotalaria leprieurii är en ärtväxtart som beskrevs av Jean Baptiste Antoine Guillemin och Perr.. Crotalaria leprieurii ingår i släktet sunnhampor, och familjen ärtväxter. Inga underarter finns listade i Catalogue of Life.